# Cleostratus (månekrater)
Cleostratus er et nedslagskrater på Månen. Det befinder sig på Månens forside nær den nordvestlige rand og er opkaldt efter den græske astronom Cleostratus (? – ca. 500 f.Kr.) På grund af dets placering får perspektivisk forkortning Cleostratur til at synes særdeles aflangt, når det ses fra Jorden.
Navnet blev officielt tildelt af den Internationale Astronomiske Union (IAU) i 1935. 

## Omgivelser
Cleostratuskrateret ligger nordøst for Xenophaneskrateret og vest-sydvest for det fremtrædende Pythagoraskrater. 

## Karakteristika
Kraterranden er blevet afrundet efter stadige nedslag, så krateret nu bare er en forsænkning i overfladen omgivet af en eroderet forhøjning. Et par små kratere ligger over den sydvestlige rand og er del af en kort kraterkæde, som løber mod vest. Langs kammen på den sydlige rand findes en lineær højderyg. Satellitkrateret "Cleostratus E" er forbundet med randen i nordvest og trænger lidt ind i den indre kratervæg. Kraterbunden er flad og næsten uden særlige landskabstræk, og der er kun få småkratere i overfladen.

## Satellitkratere
De kratere, som kaldes satellitter, er små kratere beliggende i eller nær hovedkrateret. Deres dannelse er sædvanligvis sket uafhængigt af dette, men de får samme navn som hovedkrateret med tilføjelse af et stort bogstav. På kort over Månen er det en konvention at identificere dem ved at placere dette bogstav på den side af satellitkraterets midte, som ligger nærmest hovedkrateret. Cleostratuskrateret har følgende satellitkratere:
| Cleostratus | Længde  | Bredde  | Diameter |
| ----------- | ------- | ------- | -------- |
| A           | 62,7° N | 77,3° V | 35 km    |
| E           | 60,9° N | 79,6° V | 21 km    |
| F           | 61,5° N | 80,4° V | 50 km    |
| H           | 61,2° N | 81,9° V | 13 km    |
| J           | 61,3° N | 83,8° V | 20 km    |
| K           | 62,0° N | 81,1° V | 17 km    |
| L           | 62,2° N | 79,3° V | 11 km    |
| M           | 61,5° N | 74,9° V | 9 km     |
| N           | 60,6° N | 73,1° V | 4 km     |
| P           | 59,6° N | 72,9° V | 7 km     |
| R           | 58,9° N | 72,9° V | 6 km     |

## Måneatlas
- Billeder af Cleostratuskrateret i LPI-måneatlasset